# 윤양비
윤양비(尹良庇, ?~?)는 무송 윤씨(茂松尹氏)의 시조이며, 고려 예종 당시 현리(縣吏)로서 보승낭장(保勝郎將)과 호장동정(戶長同正)을 지냈다. 그의 묘는 현재 대한민국 전라북도 고창군 대산면에 있다.